# Фуи Сананикон
 Фуи Сананикон  (лаос. ຜຸຍ ຊະນະນິກອນ; англ. Phoui Sananikone; 6 сентября 1903, Вьентьян, Протекторат Лаос, Французский Индокитай — 4 декабря 1983, Париж, Франция) — лаосский политический и государственный деятель, премьер-министр Лаоса в 1950–1951 и 1958–1959 годах.

## Биография
Родился в 1903 году в семье высокопоставленного вьентьянского чиновника, принадлежавшего к влиятельному роду Сананиконов. Брат известного лаосского политика Нгона Сананикона. Получил среднее образование в Индокитае. С 1923 года работал во французской колониальной администрации. Был префектом уезда, затем губернатором (чаокуенгом) провинции.

### Карьера в годы борьбы за независимость
В апреле 1945 года не принял активного участия в деятельности антияпонской организации «Лаос для лаосцев» (Лао пен Лао), основанной его братом Уном Сананиконом, а осенью того же года вместе с другим братом, Нгоном Сананиконом, присоединился к группировке принца Бун Ума, представители которой считали, что Лаос не готов к получению независимости, которой требовал Ун Сананикон, и способствовали восстановлению французского контроля над страной. Сананикон стал одним из ведущих политиков автономного Королевства Лаос в составе Французского Союза и 25 ноября 1947 года был избран председателем первого Национального собрания Лаоса. В том же году он основал и возглавил Независимую партию Лаоса (Се Ри), представлявшая профранцузски настроенные круги администрации, аристократии и предпринимателей.

### Премьер-министр Лаоса (1950—1951)
В феврале 1950 года, когда Лаос продолжал оставаться под французским контролем, Фуи Сананикон сформировал правительство, в состав которого был включён один из бывших лидеров распущенного движения «Свободный Лаос» принц Суванна Фума. В рамках примирения в среде лаосской аристократии в страну вернулись многие другие активные деятели «Свободного Лаоса», которые получили назначения на высокие государственные посты. В 1950 году они основали Национальную партию (Лао Као На), которая в 1951 году победила на выборах в Национальное собрание. Однако национальное примирение не было достигнуто — в стране продолжалось антифранцузское и антиправительственное партизанское движение, возглавленное левой оппозицией. В августе 1950 года руководители партизанского движения основали Фронт освобождения Лаоса и сформировали параллельное Правительство национального единства во главе с принцем Суфанувонгом. В ответ на это 23 декабря 1950 года лаосское правительство подписало в Сайгоне Соглашение о помощи для совместной обороны в Индокитае, заручившись американской военной и финансовой помощью. Но 11 марта 1951 года на Консультативной конференции представителей освободительных фронтов Индокитая, Фронт освобождения Лаоса официально заручился поддержкой Демократической Республики Вьетнам и фронтов Южного Вьетнама и Камбоджи, что привело к интернационализации гражданской войны в Лаосе. 9 сентября 1951 года правительство Фуи Сананикона подписало с США Соглашение об экономическом сотрудничестве, открывшая большие возможности для проникновения в экономику Лаоса. По стране были открыты кооперативы для продажи американских товаров, по разным поводам устраивались бесплатные раздачи населению одеял, москитных сеток, медикаментов, соли, тканей и пр. Вскоре после этого правительство Сананикона было вынуждено уйти в отставку и передать власть принцу Суванна Фуме, лидеру победившей на выборах Национальной партии.

### Министр иностранных дел
В марте 1954 года Фуи Сананикон возглавил внешнеполитическое ведомство Королевства Лаос и одновременно получил пост заместителя премьер-министра. В связи с тем, что Франция явно теряла контроль над странами Индокитая, он стал одним из основных лидеров группировки, которая рассчитывала на помощь США в борьбе с нарастающим коммунистическим партизанским движением. На Женевской конференции Фуи Сананикон выступал против распространения на Лаос договорённостей, применявшихся в отношении Вьетнама и Камбоджи — представления полной независимости, прекращения огня, вывода французских войск и начала процесса национального примирения. Он настаивал на том, что Лаос уже получил независимость в соответствии с франко-лаосским Договором от 2 октября 1953 года, что в стране действуют «демократические и парламентские институты» и существует национальное единство «вокруг его Величества Сисаванг Вонга». Однако эти доводы королевского правительства не были приняты во внимание ведущими участниками конференции. По возвращении из Женевы министр обороны Ку Воравонг в Национальном собрании публично обвинил его в том, что за отказ от подписания соглашений Фуи Сананикон получил от США миллион долларов, который храниться в одном из швейцарских банков. 18 сентября 1954 года Ку Воравонг при неясных обстоятельствах был убит в кабинете Фуи Сананикона, что стало поводом для отставки правительства Суванна Фумы и положило начало многолетней вражде кланов Саннаниконов и Воравонгов. Несмотря на это 23 ноября 1954 года Сананикон вновь вошёл в состав правительства Катая Сасорита в качестве заместителя премьер-министра и министра иностранных дел и занимал эти посты до 21 марта 1956 года, когда правительство сформировал Суванна Фума, начавший переговоры с Патет Лао.
В период правительственного кризиса в июне 1957 года Фуи Сананикон предпринял неудачную попытку сформировать правительство, а в августе 1957 года вошёл в состав первого Правительства национального единства Суванна Фумы в качестве министра иностранных дел, министра общественных работ, градостроительства и реконструкции.
13 июня 1958 года Независимая партия (Се Ри) Фуи Саннаникона объединилась с Национальной партией (Као На) Суванна Фумы в партию Объединение народа Лаоса (Лао Лум Лао) и стал одним из двух вице-председателей партии.

### Вновь во главе правительства. Борьба с Патет-Лао. (1958—1959)
18 августа 1958 года Фуи Сананикон сформировал правительство из представителей партий Лао Лум Лао, Луа Хуам Сампан и Комитета защиты национальных интересов, не включив в него ни Суванна Фуму, ни представителей ПФЛ. Занял так же пост министра экономики, планирования и почт. Во Вьентьяне распространялась информация, что посольство США выделило 100000 долларов на то чтобы, организовать вотум недоверия коалиционному правительству и привести к власти Фуи Сананикона. 11 февраля 1959 года его правительство отказалось от выполнения Женевских и Вьентьянских соглашений, в мае начало разоружение сил Патриотического фронта Лаоса, а в июне арестовало его лидеров во главе с принцем Суфанувонгом. По просьбе Фуи Сананикона Лаос получил от США военную помощь в 34 миллиона долларов на увеличение королевской армии, в страну были направлены американские военные советники. Процесс национального примирения был прекращён, в Лаосе развернулась полномасштабная гражданская война. В сентябре 1959 года правительство Фуи Сананикона обратилось в ООН с жалобой на ДРВ, обвинив Вьетнамскую народную армию в участии в боевых действиях на стороне ПФЛ.
В течение 1959 года политическая обстановка в стране ухудшалась. Теперь уже правящие круги оказались расколотыми внутренними противоречиями. После того, как в середине декабря 1959 года Фуи Сананикон попытался отстранить от должности министра иностранных дел Кампана Панью, Комитет защиты национальных интересов потребовал отставки премьера. 25 декабря 1959 года государственный секретарь министерства обороны генерал Фуми Носаван вывел танки на улицы Вьентьяна, окружил дом Сананикона патрулями жандармерии и добился его отставки. Однако взявшийся за формирование нового кабинета Катай Сасорит скоропостижно скончался 29 декабря, а ночью на 31 декабря командование армией совершило военный переворот и окончательно отстранило Фуи Сананикона от власти.

### Возвращение в политику. Эмиграция. Смерть
После переворота 1959 года Фуи Сананикон сохранил своё влияние на политику страны, однако уже не занимал высоких государственных постов. До 1975 года он, сменив Суванна Фуму, возглавлял в качестве председателя партию Лао Лум Лао. В дальнейшем вновь был председателем Национального собрания и весной 1974 года стал одним из инициаторов парламентского разбирательства в отношении политики правительства Суванна Фумы, способствовавшего постоянному усилению позиций ПФЛ. Однако король в июле 1974 года под давление Временного правительства был вынужден распустить Национальное собрание, разбирательство не состоялось, а Фуи Сананикон лишился своего поста.
1 мая 1975 года, когда власть в Лаосе постепенно переходила в руки ПФЛ и народно-революционной партии Лаоса, демонстранты во Вьентьяне выступили с осуждением Фуи Сананикона, Бун Ума и других правых лидеров. В мае Сананикон бежал из страны и эмигрировал во Францию, а в сентябре того же года был заочно приговорён на родине к смертной казни. В 1978 году в Париже сформировал правительство в изгнании.
Скончался 4 декабря 1983 года в Париже после продолжительной болезни.